# Šimína
Šimína (také Šimín) je zaniklá vesnice, která se nacházela jižně od města Blovice v okrese Plzeň-jih. Nedaleko se nacházel panský dvůr Rájov, který spravoval pozemky právě po této zaniklé vsi. V okolí je prokázána těžba železné rudy; je tedy možné, že účelem vesnice byla právě těžba.
Podle pomístních jmen "Horní a Dolní Simina" lze usuzovat, že se vesnice nacházela v lesním výběžku mezi Starou Hutí a Ždírcem okolo potoka Šimín. Název je pravděpodobně odvozen od jména Šíma či Šimon.
První písemná zmínka o vesnici je z roku 1545, kdy je již uváděna jako pustá a příslušná k hradišťskému panství.